# Cryptotis dinirensis
Cryptotis dinirensis — вид ссавців родини мідицевих (Soricidae). Це ендемік венесуельських Анд, де мешкає на висоті від 2430 до 3100 метрів над рівнем моря. Це середній вид Cryptotis. Його довжина від голови до крижа становить 79 мм, а вага 11,5 грама. Його шерсть сіра. Його видова назва, dinirensis, на латині означає «з Дініри».